# كارول ديكر
كارول ديكر (بالإنجليزية: Carol Decker)‏ هي مغنية بريطانية، ولدت في 10 سبتمبر 1957 في Huyton ‏ في المملكة المتحدة.

## وصلات خارجية
- الموقع الرسمي
- كارول ديكر على موقع IMDb (الإنجليزية)
- كارول ديكر على موقع ميوزك برينز (الإنجليزية)
- كارول ديكر على موقع ديسكوغز (الإنجليزية)
- كارول ديكر على موقع قاعدة بيانات الفيلم (الإنجليزية)